# Turkije op het Eurovisiesongfestival 1978
Turkije deed mee aan het Eurovisiesongfestival 1978 in Parijs, Frankrijk. Het was de 2de deelname van het land op het Eurovisiesongfestival. De artiest en het lied werden gekozen door middel van een nationale finale. 

## Selectieprocedure
De kandidaat voor Turkije op het Eurovisiesongfestival werd gekozen door een nationale finale die plaatsvond op 5 februari 1978 in de studio's van de nationale omroep TRT.
In totaal werden er 5 liedjes ingezonden die allemaal meededen in de finale. 
De winnaar werd gekozen door een gemiddelde van een professionele jury en een publieksjury.

| Startplaats | Artiest                                                                            | Lied           | Punten | Plaats |
| ----------- | ---------------------------------------------------------------------------------- | -------------- | ------ | ------ |
| 1           | Nilüfer & Nazar                                                                    | Sevince        | N/A    | N/A    |
| 2           | Artan Anapa, Esmeray, Funda Anapa, Iskender Dogan, Kerem Yilmazer & Melike Demirag | Insaniz biz    | N/A    | N/A    |
| 3           | Anadolu Majör                                                                      | Dostluga davet | N/A    | N/A    |
| 4           | Grup Karma                                                                         | Imkansiz       | N/A    | N/A    |
| 5           | Serpil Barlas & 2. Baski                                                           | Yasamana bak   | N/A    | N/A    |

## In Parijs
In Stockholm trad Turkije op als 12de land net na Nederland en voor Duitsland. Op het einde van de stemming bleek Seninle slechts 2 punten gekregen te hebben en daarmee 19de eindigen.

### Gekregen punten

#### Finale
| 12 punten | 10 punten | 8 punten | 7 punten    | 6 punten              |
| --------- | --------- | -------- | ----------- | --------------------- |
|           |           |          |             |                       |
| 5 punten  | 4 punten  | 3 punten | 2 punten    | 1 punt                |
|           |           |          | - Noorwegen | - Verenigd Koninkrijk |

### Punten gegeven door Turkije

#### Finale
Punten gegeven in de finale:
| 12 punten | Israël              |
| 10 punten | Ierland             |
| 8 punten  | Duitsland           |
| 7 punten  | Spanje              |
| 6 punten  | Verenigd Koninkrijk |
| 5 punten  | Monaco              |
| 4 punten  | Frankrijk           |
| 3 punten  | Oostenrijk          |
| 2 punten  | Luxemburg           |
| 1 punt    | Italië              |